# Cattedrale di Santa María de Toledo
La cattedrale primaziale di Santa Maria (in spagnolo Catedral Primada de Santa María de Toledo), a Toledo, è la chiesa madre dell'arcidiocesi di Toledo. Edificata tra il 1226, durante il regno di Ferdinando III, e il 1493, epoca dei re cattolici, la cattedrale di Toledo è considerata il capolavoro dello stile gotico in Spagna.

## Storia

### Origini
Nel corso degli anni, una tradizione popolare non scritta ha raccontato che nel medesimo luogo dove sorge l'attuale cattedrale, esisteva un precedente tempio dai tempi di sant'Eugenio III, arcivescovo di Toledo dal 646 al 657.
La città era stata sede vescovile della Spagna visigota. I numerosi Concili di Toledo attestano il suo importante passato ecclesiastico. A Toledo, durante il III Concilio, il re Recaredo I abiurò l'arianesimo. L'invasione musulmana non eliminò nell'immediato l'impronta cristiana e il vescovo stabilì la sua sede presso la chiesa di Santa María de Alfizén. 

Si pensa che l'edificio episcopale visigoto venne convertito nella grande moschea della città di Toledo. Alcuni ricercatori osservano che la sala di preghiera della moschea corrisponde con la disposizione a cinque navate dell'attuale cattedrale, il Sahn coincide con parte dell'attuale chiostro e della cappella di San Pedro e il minareto con la torre campanaria. Tra i reperti archeologici presenti è possibile osservare alcune vestigia dell'edificio musulmano: una colonna islamica montata all'interno della cappella di Santa Lucía; i fusti marmorei che decorano l'esterno del coro provengono da un'antica costruzione musulmana; gli archi intrecciati in stile califfato nel triforio del coro e del deambulatorio corrispondono alla tradizione costruttiva islamica di Cordova.

### La cattedrale di Alfonso VI

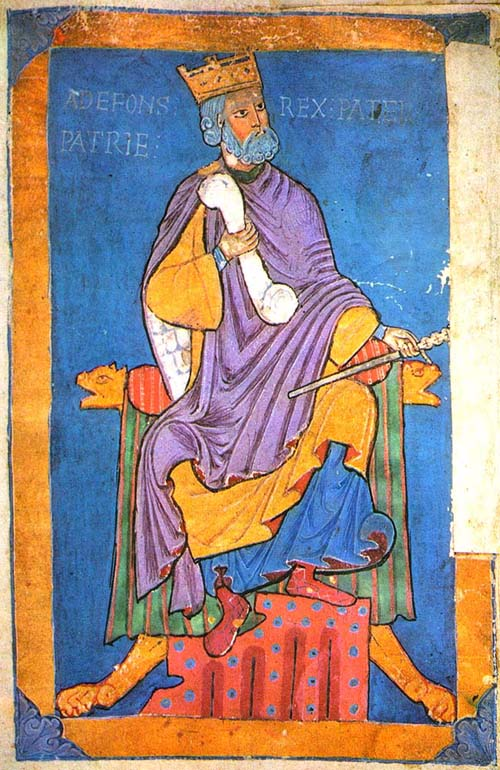
Re Alfonso VI

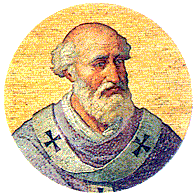
Papa Urbano II

La città di Toledo venne conquistata dal re Alfonso VI di León nel 1085. Uno dei punti delle capitolazioni che resero possibile la consegna della città senza spargimento di sangue, fu la promessa da parte del re di preservare e rispettare i luoghi di culto, gli usi e la religione tanto dei musulmani quanto della grande popolazione cristiano-mozaraba; naturalmente la grande moschea era compresa in questi accordi.
Poco tempo dopo, il re dovette partire per questioni di stato, lasciando al comando della città la moglie Costanza e l'abate del monastero di Sahagún, Bernard de Sedirac, che era stato elevato al rango di arcivescovo di Toledo. Essi, in accordo e approfittando dell'assenza del re, intrapresero l'azione che, come scrisse il padre gesuita Juan de Mariana nella sua Historia General de España, provocò quasi una rivolta e la rovina della città recentemente conquistata. Il 25 ottobre 1087, l'arcivescovo, d'accordo con la regina, inviò uomini armati per impadronirsi della moschea con la forza. Questi installarono un altare provvisorio e collocarono una campana sul minareto.
Padre Mariana scrive che il re fu talmente contrariato da questi fatti, che né l'arcivescovo né la regina riuscirono a dissuaderlo dal condannare a morte tutti i partecipanti attivi. La leggenda narra che furono i musulmani i veri mediatori di pace, nella figura del negoziatore e faqih Abu Walid, che portò al re un messaggio in cui si accettava come legittima l'usurpazione. In memoria e come segno di gratitudine per questo gesto, il capitolo della cattedrale gli dedicò un omaggio, commissionando la sua effigie da collocare in uno dei pilastri del coro.
In seguito a questi eventi, la moschea toledana fu consacrata e trasformata in cattedrale cristiana, quasi senza modifiche alla struttura.
Non sono pervenute piante della moschea e non si conosce come essa si presentasse, però, tenendo conto delle vestigia conservate in altre città (Siviglia, Jaén, Granada, Malaga e la stessa Grande moschea di Cordova), si può ipotizzare che fosse un edificio colonnato e con archi a ferro di cavallo sopra le colonne, forse provenienti da precedenti edifici romani e visigoti; è possibile fosse simile all'attuale chiesa toledana del Salvador, anticamente moschea.
Re Alfonso fece diverse donazioni al nuovo tempio. Il 18 dicembre 1086 la cattedrale fu posta sotto la protezione di Maria e le furono concesse città, borghi, mulini e un terzo della rendita delle altre chiese cittadine. Iniziarono i lavori per stabilire il culto cristiano romano, soprattutto la modifica dell'orientamento della capilla mayor (presbiterio). Nel 1088, papa Urbano II riconobbe alla cattedrale di Toledo il titolo di primaziale del regno. La cattedrale-moschea rimase intatta sino al XIII secolo, quando, nell'anno 1222, una bolla del papa Onorio III, autorizzo i lavori per di costruzione della nuova cattedrale, iniziati nel 1224 1225. La cerimonia ufficiale di posa della prima pietra si svolse nel 1226 (1227 secondo altre fonti) alla presenza di re Ferdinando il Santo.

### La cattedrale dell'arcivescovo Jiménez de Rada

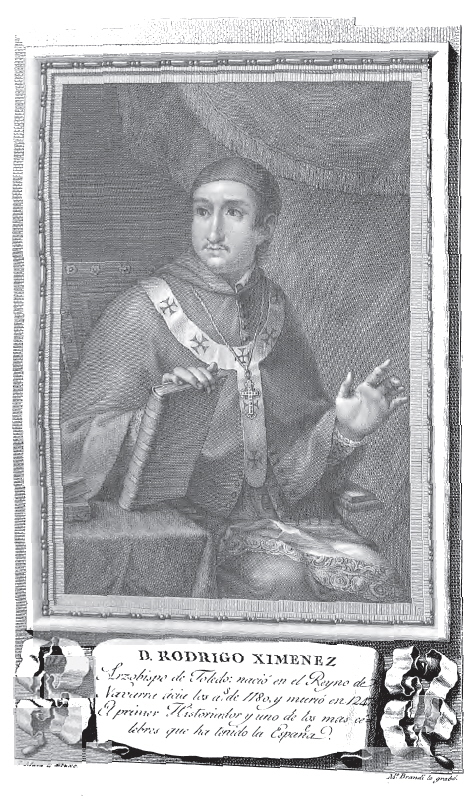
L'arcivescovo de Rada

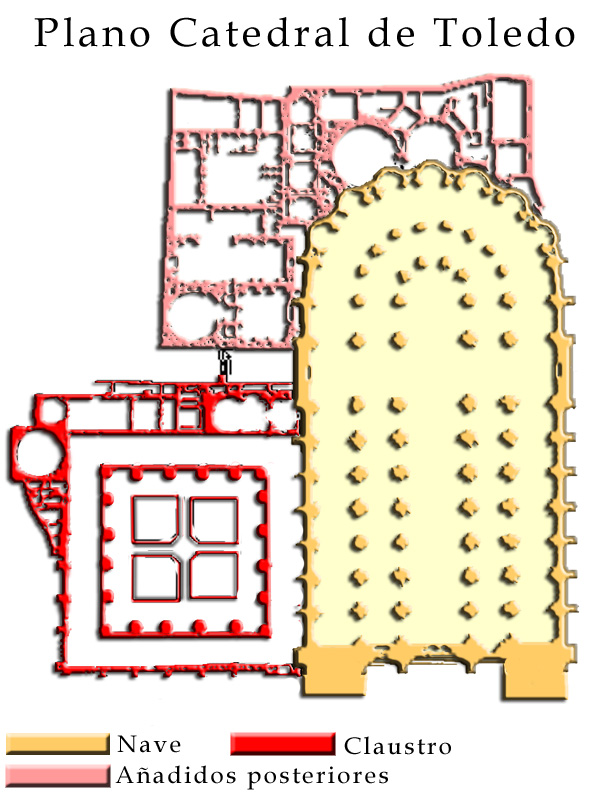
Pianta della cattedrale di Toledo

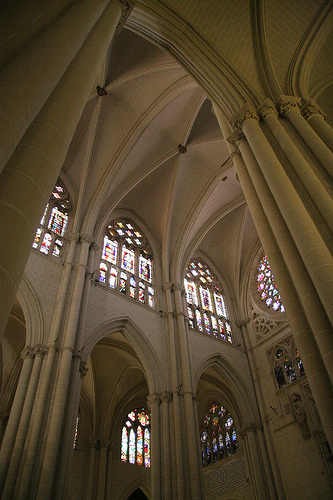
Veduta interna

La cattedrale attuale è opera del XIII secolo, epoca dell'arcivescovo Rodrigo Jiménez de Rada e del re Ferdinando III. Jiménez de Rada, arcivescovo di Toledo dal 1209, dall'inizio del mandato difese davanti al papa il primato della sua sede. Nella sua mente c'era la costruzione di una grande cattedrale, degna della città che governava. La cattedrale - moschea si presentava vecchia e in rovina, con alcune parti demolite dal suo predecessore. Era spaziosa, ma poco alta e priva della snellezza delle altre chiese di analoga importanza. Jiménez de Rada fu l'entusiasta promotore della costruzione della nuova cattedrale, secondo i canoni dello stile gotico. Fu tanto coinvolto nell'impresa che si disse fosse anche l'autore dei progetti della cattedrale, tesi smentita da storici e architetti.

### I maestri costruttori e i mecenati
Per secoli si è creduto che il primo maestro architetto della cattedrale di Toledo fosse Petrus Petri (Pedro Pérez in spagnolo). Questa certezza si basava su quanto scritto in una lapide, in un latino poco colto, dove si afferma che tal Petrus Petri, morto nel 1291 fu maestro costruttore della cattedrale.
Verso la metà del XX secolo, il vescovo di Ciudad Real indagò a fondo su questo tema, portando alla luce dei documenti che dimostrano l'esistenza di un primo maestro, anteriore a Petrus Petri, di nome Martin, di origine francese e sposato con María Gómez, chiamato dall'arcivescovo Jiménez de Rada. Uno dei documenti, datato 1227, nomina un maestro Martin dell'opera di Santa Maria di Toledo, citato anche in un altro documento, una lista delle rendite della cattedrale, risalente al 1234, da cui si evince anche che il maestro abitava in una casa di pertinenza della cattedrale. In documenti successivi, appaiono i nomi di Martín e Juan Martín (rispettivamente muratore e maestro dei muratori), probabilmente imparentati parenti col maestro Martin. Sulla base di questi studi, attualmente Martin è considerato il primo architetto della cattedrale di Toledo. Sulla questione resta da aggiungere che l'epoca di inizio dei lavori non si accorda con l'età del maestro Petrus Petri, che in quegli anni doveva essere troppo giovane per essere architetto.
Gli studi realizzati dopo questa scoperta indicano che maestro Martin sarebbe l'autore delle cappelle dell'ambulacro e, dopo la sua partenza o morte, i lavori ripresero sotto la direzione del maestro Petrus, che terminò il doppio deambulatorio e realizzò il triforio in stile toledano. Alla fine del XIII secolo erano terminati il coro e due sezioni delle navate sud.
Alla fine del XIV secolo, compare il nome del maestro Rodrigo Alfonso, che mise la prima pietra del chiostro nel 1389, col patrocinio dell'arcivescovo Pedro Tenorio, che morirà dieci anni dopo. L'arcivescovo si occupò di molte opere della cattedrale, come la cappella di San Biagio nel chiostro, famosa per i suoi affreschi di scuola senese.
Il successivo maestro di cui si ha notizia fu Álvar Martínez (o González), autore della facciata di ponente, iniziata nel 1418 e modificata nel 1787. Realizzò inoltre la torre campanaria, ai tempi dell'arcivescovo Juan Martínez Contreras, il cui stemma figura nel fregio che corona la prima sezione. Il coronamento del campanile venne realizzato da un altro maestro, Hannequin de Bruselas, che plasmò lo stemma del successivo arcivescovo, Juan de Cerezuela. Con Hannequin arrivò un gruppo di maestri illustri: Egas Cueman, Enrique Egas, Juan Guas. La fabbrica gotica venne completata nel 1493 sotto la direzione di Juan Guas and Enrique Egas, con il patrocinio e la supervisione dell'arcivescovo, cardinale Pedro González de Mendoza.

### Grandi mecenati del XVI secolo. Opere e artisti

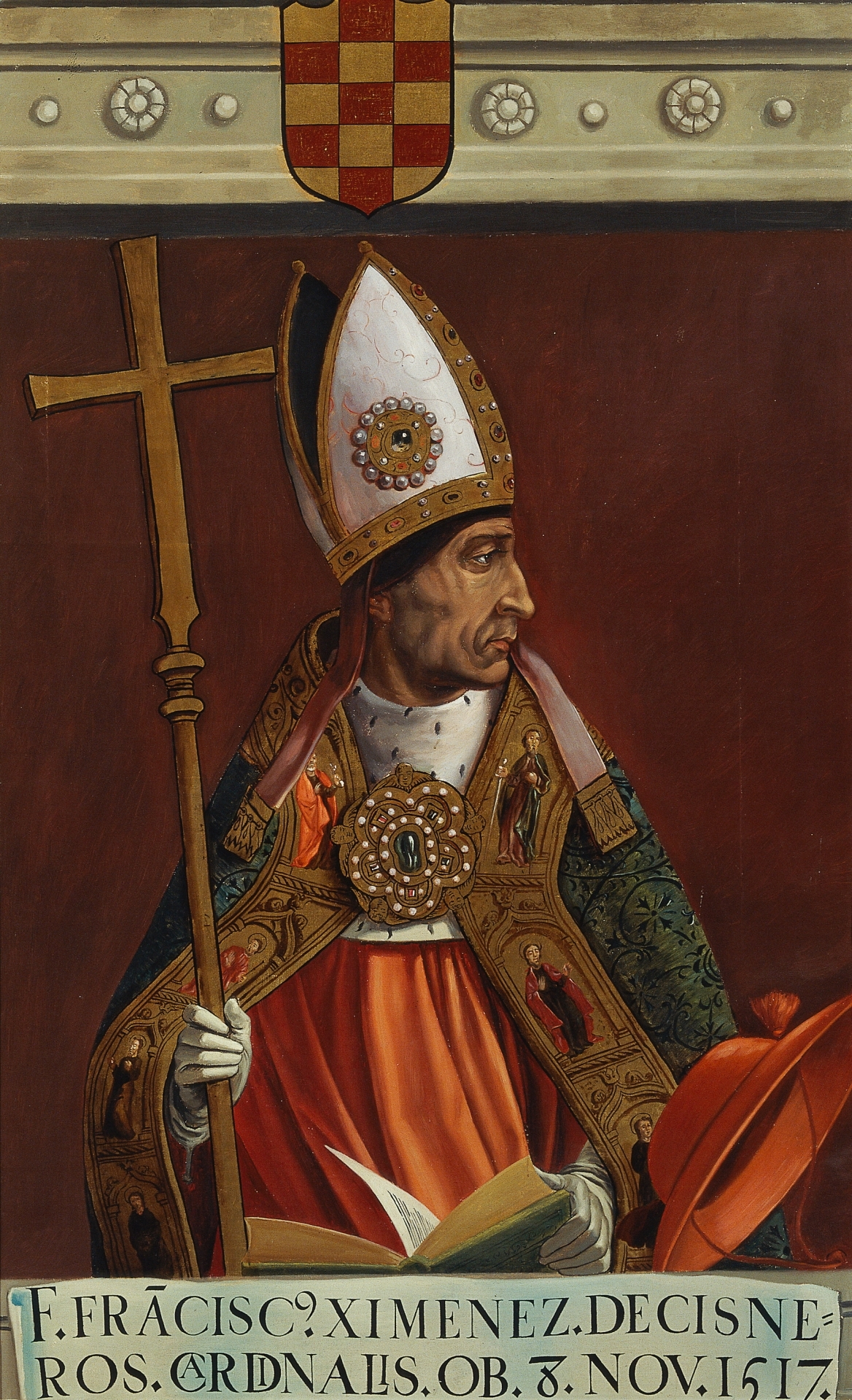
Il cardinale Cisneros

Numerosi lavori interessarono la cattedrale nei secoli XVI, XVII e XVIII, quando vennero realizzate opere architettoniche, sculture e pitture secondo i gusti e gli stili delle varie epoche.
Il XVI secolo è l'età dell'oro per Toledo, chiamata Città Imperiale (Ciudad Imperial). I migliori e più attivi mecenati vissero in questo secolo. Sono gli arcivescovi - governatori che, in assenza del re, si curano della città e della sua magnificenza. Nel 1493 il cardinal Mendoza supervisionò la chiusura delle ultime volte della cattedrale ed espresse nel suo testamento la volontà di essere sepolto nel presbiterio. Nell'ultimo decennio del XVI secolo fu realizzato il suo mausoleo in stile rinascimentale e fu opera di uno scultore toscano, Andrea Sansovino.
Gli succedette il cardinale Francisco Jiménez de Cisneros; sotto la sua influenza e patrocinio furono intraprese diverse opere (tra cui la cappella Mozarabica, forse la più importante), realizzate da maestri come Juan Francés, Anequin de Egas, Juan de Borgoña e il suo principale maestro Pedro de Gumiel. Cisneros volle anche la realizzazione del retablo maggiore, opera di Diego Copín de Holanda, del chiostro alto, per la comunità dei canonici, e la biblioteca.
Gli succedette il fiammingo Guillaume de Croÿ, che non abitò mai a Toledo. L'arcivescovo Alfonso de Fonseca y Acevedo volle la cappella de los Reyes Nuevos dell'architetto Covarrubias con pitture del Maella (XVIII secolo). Con il cardinal Juan Pardo de Tavera il rinascimento toledano è nel pieno splendore. Sotto il suo governo si costruirono il coro degli scultori Alonso Berruguete e Felipe Bigarny, le controfacciate del transetto, la cappella di San Giovanni o del Tesoro.
Sotto Juan Martínez Silíceo, la cattedrale venne adornata con la cancellata del presbiterio, opera Francisco de Villalpando. All'epoca del cardinale Gaspar de Quiroga y Vela risale il complesso architettonico della cappella de Sagrario, sacrestia, patio e casa del tesoriere, su progetto del maestro Nicolás de Vergara el Mozo.

## Descrizione
La struttura della cattedrale venne influenzata dallo stile gotico francese del XIII secolo, adattato al gusto spagnolo. Misura 120 metri di lunghezza per 59 metri di larghezza e 44,5 metri di altezza, divisa in cinque navate, con transetto e doppio deambulatorio. Le due navate laterali più esterne presentano l'anomalia di essere un po' più ampie rispetto alle due prossime alla navata centrale. La parte più antica del tempio è il coro, dove si conserva il triforio originario, di influenza mudéjar, che si estendeva per tutta la lunghezza delle navate, da dove venne eliminato nel corso delle numerose modifiche subite nel tempo dall'edificio e sostituito da grandi vetrate. La sezione più bassa del triforio è fatta di archi a cuspide che poggiano su colonne binate e la parte superiore presenta archi intrecciati tipici dell'arte mudéjar. Non è noto se questi temi mudéjar esistessero nella moschea precedente e siano stati copiati come ricordo o se siano stati aggiunti in uno dei miglioramenti e arricchimenti della fabbrica, come qualcosa di originale e di buon gusto.
Nel coro si trova il doppio deambulatorio, che è doppio in quanto corrisponde alla pianta di cinque navate. Questo doppio ambulacro è di grandi proporzioni e arricchito con elementi architettonici e una singolare volta. Le sezioni delle cappelle presentano un'alternanza di piante e dimensioni: rettangolari (cappelle più grandi) e triangolari (più piccole). La medesima disposizione del coro si può vedere nelle cattedrali francesi di Notre Dame di Parigi, di Bourges e Le Mans. Le volte delle navate sono quadripartite, mentre nella crociera e nel coro sono rinforzate da nervature intermedie.

### Facciata principale e portali

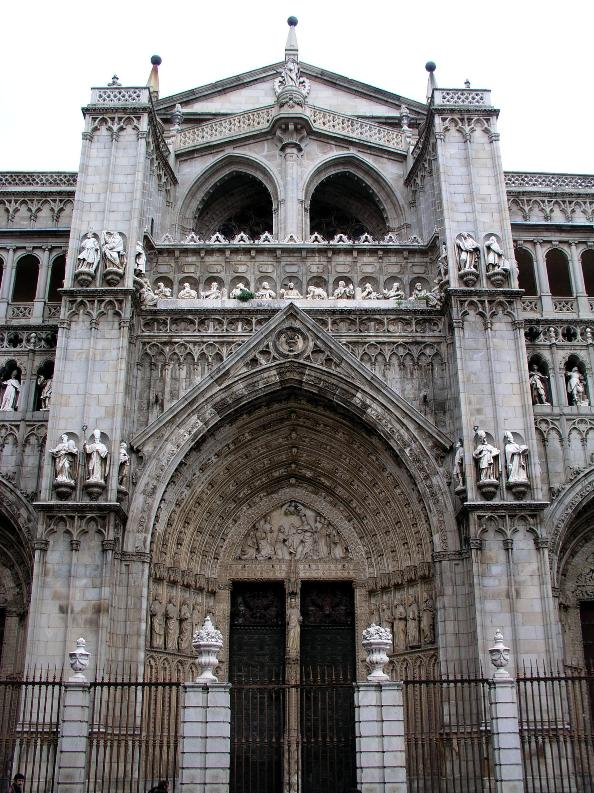
La facciata, con la puerta del Perdón

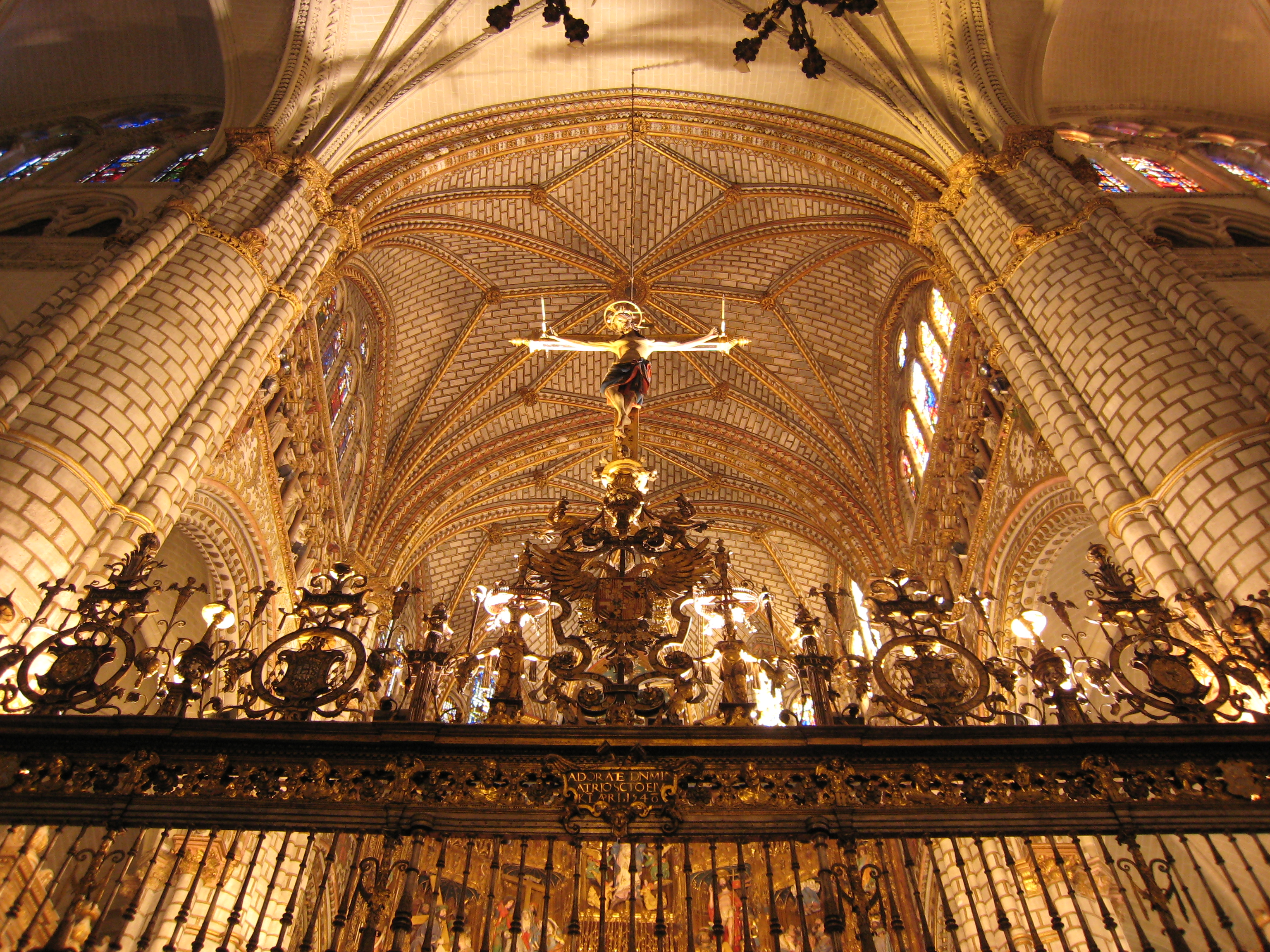
Ingresso alla capilla mayor

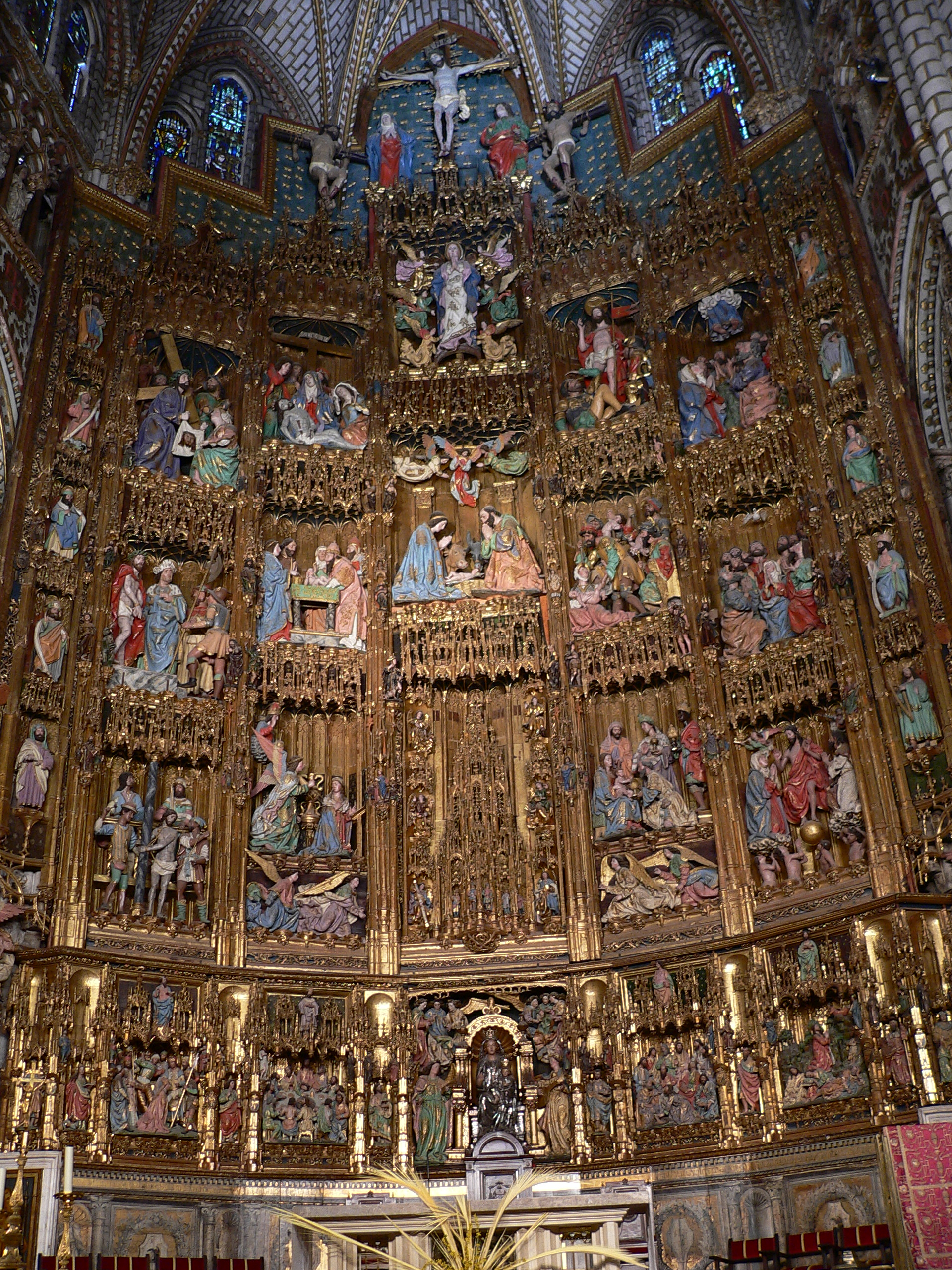
Retablo

Il prospetto principale si affaccia nella piazza irregolare dove si trovano anche il municipio e il palazzo arcivescovile.
Sulla sinistra si erge la torre campanaria, costituita da due corpi: la base, quadrangolare, concepita da Álvar Martínez, e la parte superiore, ottagonale, realizzata da Hannequin de Bruselas, sormontata da una guglia. A destra si nota invece la mole della cappella Mozarabica.
Nella facciata si aprono tre portali, chiamati Puerta del Perdón (centrale), Puerta del Juicio Final (a destra) e Puerta del Infierno (a sinistra). La porta del Perdón (Perdono) venne realizzata da Alvar Martínez nel 1418. È chiamata così perché un tempo venivano concesse le indulgenze ai penitenti che entravano per essa. Attualmente si tiene chiusa, salvo particolari occasioni, come quando il nuovo arcivescovo prende possesso della sua primaziale. Presenta una grande arco a sesto acuto con sei archivolti. L'iconografia è tipica del gotico, con la figura del Salvatore, nel pilastrino centrale, e gli Apostoli ai lati. Nel timpano è raffigurata la scena della Vergine che impone la casula a sant'Ildefonso, tema ripreso più volte anche all'interno della cattedrale. Le ante, alte più di 5 metri, placcate in bronzo e riccamente lavorate, risalgono al XIV secolo.
Il portale del Juicio Final è il più antico dei tre, e rappresenta, come suggerisce il nome, il Giudizio Universale.
La porta dell'Infierno presenta solo decorazioni floreali; è conosciuta anche come puerta de la Torre o de las Palmas, perché un tempo era riservata all'ingresso della processione nella domenica delle Palme.
La facciata fu modificata nel 1787 dall'architetto Eugenio Durango e dallo scultore Mariano Salvatierra, per volere dell'arcivescovo Lorenzana. I lavori si resero necessari per il deterioramento della pietra, che non era di qualità molto buona.

## Interno

### Capilla Mayor
Il coro della cattedrale (capilla mayor) è un'area ricca di opere d'arte, a cui si accede tramite l'imponente cancellata realizzata da Francisco de Villalpando nel XVI secolo.
Deve la sua attuale conformazione ai lavori voluti dal cardinal Cisneros, che, attraverso la demolizione della cappella de los Reyes Viejos, resero il presbiterio più ampio e in grado di accogliere il grandioso retablo, commissionato dallo stesso arcivescovo.
Il coro è chiuso lateralmente da due "griglie" di pietra traforata, abbondantemente decorate di statue e rifinite da un coro di angeli che sembrano volare, probabilmente terminate ai tempi dell'arcivescovo Pedro de Luna, in quanto vi compare il suo stemma. L'opera comprendeva anche due amboni; rimane quello dell'Epistola, mentre quello del Vangelo venne sacrificato per costruire al suo posto il mausoleo dell'arcivescovo Mendoza (XV secolo).
In armonia con quest'opera di pietra, si costruirono i pilastri che danno accesso al presbiterio. Nel pilastro di sinistra si trova la statua del pastore Martín Alhaja, che, secondo la leggenda, diede informazioni nella battaglia di Las Navas de Tolosa. Il pilastro a destra è chiamato pilar del Alfaquí, per la presenza della statua del faqih Abu Walid.
Nell'abside poligonale si incontrano il sepolcri, con le statue giacenti, di Alfonso VII di León e Sancho III di Castiglia, Sancho IV el Bravo e Pedro Aguilar de Campoo Liébana y Oernia, figlio di Alfonso XI di Castiglia e Leonor de Guzmán.
Il retablo dell'altare maggiore, in stile tardo gotico, venne realizzato per volere del cardinal Cisneros tra il 1497 e il 1504. Numerosi architetti, scultori e pittori contribuirono alla sua realizzazione: Enrique Egas e Pedro Gumiel (progetto); Francisco de Amberes e Juan de Borgoña (estofado e policromia); Rodrigo Alemán, Felipe Vigarny, Diego Copín de Holanda e Sebastián de Almonacid (scultura); Petit Juan o Peti Joan (intagli e filigrane).
Dietro il retablo, nel deambulatorio, si trova El transparente, notevole opera scultorea in marmo e alabastro in stile barocco churrigueresco, realizzata tra il 1729 e il 1732 dall'artista Narciso Tomé. L'opera, commissionata dall'arcivescovo Diego de Astorga y Céspedes, fu concepita come un retablo, con due corpi, uniti al centro da un oculo, simboleggiante il sole con i suoi raggi, circondato da un seguito di angeli e arcangeli in diverse posture. Da quest'oculo penetra la luce, a sua volta proveniente da un altro oculo situato nella volta sopra il Transparente, che va ad illuminare scenograficamente il tabernacolo del retrostante altar maggiore.

### Capilla de los Reyes Nuevos
L'originaria cappella fu fondata da re Enrico II di Castiglia nel 1374, con il nome di Capilla Real (Cappella Reale). Era collocata nella navata nord, in posizione tale da impedire il passaggio verso il termine di questa navata. 
Per questo motivo, nel 1534, il Capitolo della cattedrale pensò di cambiare la posizione della cappella. L'arcivescovo Alfonso de Fonseca y Acevedo chiese all'imperatore il permesso di trasferire le tombe reali. La difficoltà fu trovare un luogo adatto, risolta dal progettista, l'architetto Alonso de Covarrubias.
L'attuale cappella è collocata tra le cappelle di Santiago e di Santa Leocadia, nel deambulatorio. Il nome capilla de los Reyes Nuevos (cappella dei Nuovi Re) si deve al nuovo lignaggio dei Trastámara. Anticamente la cappella era officiata da un capitolo chiamato Capellanes de Reyes.
Si sviluppa come una piccola chiesa a sé stante, costituita da due campate voltate a crociera, un'abside poligonale e una sacrestia. Le tombe e le decorazioni sono in stile rinascimentale.
Nella prima campata sono situati diversi altari, mentre nella seconda trovano posto le sepolture reali, collocate in arcosoli rinascimentali. Sulla destra sono le tombe di Enrico II e sua moglie Juana Manuel. Nelle vicinanze si trova la statua di Giovanni II, opera di Giovanni di Borgogna (senza sepoltura). Sulla sinistra sono quelle di Enrico III di Castiglia e Caterina di Lancaster. Nel presbiterio, a sinistra e accanto all'altare si trova la tomba di Giovanni I, a destra quella di sua moglie Eleonora d'Aragona. Sull'altare maggiore, opera di Mateo Medina, si trova un dipinto del Maella. Ai lati, due piccoli altari neoclassici di Ventura Rodríguez.

### Capilla Mozárabe
La cappella Mozarabica (capilla Mozárabe) sorge nell'angolo sud-ovest della cattedrale, inglobata nelle fondamenta di una torre mai realizzata. La cappella, la cui originaria intitolazione è capilla del Corpus Christi, si deve al cardinal Cisneros, che la volle nel 1500 per la preservazione del rito mozarabico.
L'edificio si presenta attualmente a pianta quadrata, sormontato da una cupola ottagonale del XVII secolo, progettata da Jorge Manuel Theotocópuli, figlio di El Greco. All'interno, vi sono i dipinti di Juan de Borgoña, raffiguranti la conquista di Orano. La cancellata gotica, del 1524, è opera di Juan Francés. L'altare è in bronzo e marmi policromi, realizzato da Juan Manzano nel XVIII secolo; al centro si trova un mosaico con l'immagine della Madonna col Bambino, mentre sopra è collocato un crocifisso intagliato nella radice di finocchio messicano, portato dal frate domenicano Gabriel de San José nel 1590.

### Sacrestia
La sacrestia è una vasta sala rettangolare, ornata dagli affreschi di Vincenzo Carducci, Eugenio Cajés, Francisco Rizi e Luca Giordano.
Il progetto, in stile Herreriano, si deve ai maestri Francisco Vergara el Mayor e Juan Bautista Monegro. La volta a botte lunettata venne affrescata dal Giordano, sul tema principale dell'imposizione della casula a sant'Ildefonso.
Alle pareti, sono collocati numerosi dipinti di grandi artisti, tanto da rendere la sacrestia una vera e propria pinacoteca. I più famosi sono i quindici di El Greco, soprattutto la Spoliazione di Cristo, collocata sopra l'altare della parete di fondo, incorniciata da marmi e da due colonne corinzie. Altri dipinti sono degli artisti Luis de Morales, Pedro Orrente, Juan Pantoja de la Cruz, Juan de Borgoña, Luis Tristán, Anton van Dyck, Goya, Bassano el Mozo.
Oltre ai dipinti, nella sacrestia sono custoditi altri oggetti di valore, come la Biblia de San Luis o Biblia rica de Toledo, la Bibbia di San Luigi IX, re di Francia, risalente al XIII secolo, con 750 miniature a pagina intera tra le 5000 pagine manoscritte dei tre tomi. Venne acquisita da re Alfonso X.
Il vestibolo è ornato da affreschi di Claudio Coello e José Donoso. In un altro ambiente, è collocata una collezione di indumenti antichi, tra cui la cappa dell'arcivescovo Sancho de Aragón, figlio di Giacomo I d'Aragona, la cappa del cardinale Egidio Albornoz, la fascia indossata da Carlo I di Spagna durante l'incoronazione ad Aquisgrana. I 70 arazzi, molti su cartoni di Rubens, furono commissionati dall'arcivescovo Luis Manuel Fernández de Portocorracero; alcuni vengono esposti all'interno della cattedrale in occasione del Corpus Domini.